# Зілаїрська сільська рада (Зілаїрський район)
Зілаї́рська сільська рада (рос. Зилаирский сельский совет) — муніципальне утворення у складі Зілаїрського району Башкортостану, Росія. Адміністративний центр — село Зілаїр.

## Населення
Населення — 5672 особи (2019, 5989 в 2010, 6492 в 2002).

## Склад
До складу поселення входять такі населені пункти:
| Населений пункт                | Населення, осіб (2002) | Населення, осіб (2010) |
| ------------------------------ | ---------------------- | ---------------------- |
| Анновка, присілок              | 221                    | 132                    |
| Благовіщенський, хутір         | 3                      | 0                      |
| Васильєвка, присілок           | 100                    | 66                     |
| Владимиро-Ніколаєвський, хутір | 27                     | 27                     |
| Зілаїр, село                   | 5861                   | 5585                   |
| Новопреображенський, хутір     | 54                     | 23                     |
| Петровка, село                 | 211                    | 147                    |
| Таліха, хутір                  | 15                     | 9                      |